# Singapore Badminton Hall
Koordinaten: 1° 18′ 35,6″ N, 103° 52′ 54,4″ O

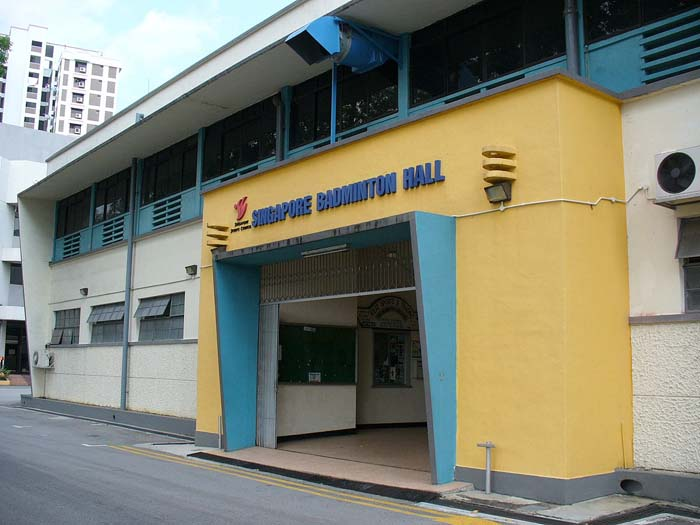
Die Singapore Badminton Hall (2007)

Die Singapore Badminton Hall war eine Mehrzweckhalle in Singapur. Sie wurde sowohl für Kultur- als auch für Sportveranstaltungen genutzt.

## Daten
Die Halle befindet sich auf der Guillemard Road im Ortsteil Geylang in Singapur. Die Arena wurde im Mai 1952 eröffnet. Die Baukosten beliefen sich auf 800.000 Singapur-Dollar. Hauptsächlicher Grund für die Errichtung der Halle war eine fehlende Arena für die Ausrichtung des Thomas-Cups 1952, der Weltmeisterschaft für Herrenmannschaften im Badminton, welchen Malaya als Titelverteidiger in seiner Heimat ausrichten durfte. Für die Ausrichtung des Turniers Ende Mai 1952 konnte die Halle jedoch noch nicht genutzt werden. Erst der Thomas Cup 1955 und der Thomas Cup 1958 wurden in der Singapore Badminton Hall ausgetragen. Im Januar 2008 lief der Mietvertrag für das Grundstück aus und es fiel zurück in Staatseigentum. 2009 wurde das Gelände als Guillemard Village wiedereröffnet.